# ENMOD-Konvention
Die ENMOD-Konvention, englisch Convention on the Prohibition of Military or Any Other Hostile Use of Environmental Modification Techniques (dt.: Umweltkriegsübereinkommen), ist ein von der Abrüstungskommission der Vereinten Nationen ausgearbeiteter völkerrechtlicher Vertrag über das Verbot der militärischen oder einer sonstigen feindseligen Nutzung umweltverändernder Techniken. Die Konvention verbietet den Vertragsparteien gezielte militärische Eingriffe in natürliche Abläufe der Umwelt, aber auch die Nutzung von Einflüssen der natürlichen Umwelt als Waffe in einem Krieg oder bewaffnetem Konflikt. Durch die Konvention wurden internationales Umweltrecht und humanitäres Völkerrecht miteinander verknüpft.

## Historische Informationen
Kurz nach dem Ende des Vietnam-Krieges mit seinen Umweltfolgen wurde das Thema Umweltkrieg im Jahre 1974 von der Sowjetunion auf die Tagesordnung der Vereinten Nationen gesetzt. Dies führte zur Ausarbeitung der Konvention, die von der Generalversammlung der UN als Resolution 31/72 am 10. Dezember 1976 verabschiedet wurde. Vom 18. Mai 1977 bis zum 5. Oktober 1978 unterzeichneten 47 Staaten die Konvention, die dann am 5. Oktober 1978 für die Unterzeichnerstaaten in Kraft trat.
Der Schutz der natürlichen Umwelt vor den Auswirkungen von Kampfhandlungen wurde 1977 durch das erste Zusatzprotokoll zu den Genfer Konventionen bekräftigt. Durch dieses Abkommen wurde der Umweltbegriff darüber hinaus auch auf die soziale und vom Menschen bebaute Umwelt ausgeweitet. Danach gelten auch menschliche Infrastrukturen, Kulturlandschaften und menschlicher Wohnraum als schützenswerte Umwelt. Überdies verbietet das Zusatzprotokoll Angriffe gegen die natürliche Umwelt als Repressalie.

## Mögliche Verstöße und Kontroversen
Mögliche Verstöße gegen die Konvention betreffen beispielsweise das gezielte Inbrandsetzen von etwa 550 kuwaitischen Ölfeldern durch die irakischen Streitkräfte im Golfkrieg 1991 sowie die Einleitung von rund 1,7 Millionen Tonnen Rohöl ins Meer zur Behinderung einer Anlandung von alliierten Truppen. In beiden Fällen kam es zu massiven Schäden an der Natur. Im selben Krieg ließ die Türkei das Wasser des Flusses Tigris aufstauen, was zu einem Wassermangel im Irak führte. Allerdings haben weder der Irak noch die Türkei das Abkommen ratifiziert. Auch die Verwendung von Geschossen aus abgereichertem Uran sowohl im Kosovo-Krieg als auch im Golfkrieg wird von einigen Beobachtern als ein möglicher Verstoß gewertet.
Die Anwendung von Atombomben war zeitweilig als zu bannende Umweltbombe im Gespräch. Die Umweltschäden als häufige Nebenwirkung moderner Kriege sind nicht Gegenstand der Konvention.

## Akzeptanz
Mit Stand Mai 2022 sind 78 Staaten Vertragspartei der ENMOD-Konvention, weitere 16 Staaten haben sie zwar unterzeichnet, aber nicht ratifiziert. Zu den Vertragsparteien gehören Großbritannien und Russland seit 1978, die Vereinigten Staaten seit 1980 sowie China seit 2005, außerdem die Atommächte Indien (1978), Nordkorea (1984) und Pakistan (1986),  jedoch nicht Israel. Von den fünf ständigen Mitgliedern des Sicherheitsrates der Vereinten Nationen ist damit nur Frankreich bisher nicht dem Abkommen beigetreten. Deutschland wurde am 24. Mai 1983 Vertragspartei, die Schweiz am 5. August 1988 und Österreich am 17. Januar 1990. Depositar der ENMOD-Konvention sind die Vereinten Nationen.